# Mohamed Esnany
Mohamed Esnany est un footballeur international libyen né le 13 mai 1984 à Tripoli. Il évolue au CA Bizerte.

## Carrière
- 2003-2011 : Al-Ittihad Tripoli ( Libye)
- 2011-nov. 2012 : US Monastir ( Tunisie)
- depuis nov. 2012 : CA Bizerte ( Tunisie)[1],[2]

## Palmarès
- Champion de Libye : 2005, 2006, 2007, 2008, 2009, 2010
- Vainqueur de la Coupe de Libye : 2005, 2009
- Vainqueur de la Supercoupe de Libye : 2005, 2006, 2007, 2008, 2009, 2010